# Новаледо
Новалѐдо (на италиански: Novaledo) е село и община в Северна Италия, автономна провинция Тренто, автономен регион Трентино-Южен Тирол. Разположено е на 475 m надморска височина. Населението на общината е 1093 души (към 2018 г.).